# Leslie Uggams
Leslie Marian Uggams (New York, 25 mei 1943) is een Amerikaans zangeres en actrice.

## Carrière
Uggams was een kindsterretje met reeds in 1950 een rol in de televisie-sitcom The Beulah Show. In 1954 bracht ze de kerstsingle "Uncle Santa (Santa Baby)" op MGM Records uit. In 1958 kwam haar single "I'm old enough / Ice Cream Man" op Roulette Records uit.
Nadien was ze regelmatig te horen en te zien in het televisieprogramma Sing Along with Mitch van Mitch Miller. In die periode, begin jaren 1960, nam ze platen op voor Columbia Records. In de tweede helft van dat decennium stapte ze over naar Atlantic Records.
In 1967 raakte ze bekend door haar eerste rol in een Broadway-musical, Hallelujah Baby!. Ze kreeg daarvoor een Tony Award als beste actrice in een musical, een onderscheiding die ze moest delen met Patricia Routledge. In 1968 kreeg ze de hoofdrol in een nieuwe musical, Her First Roman  gebaseerd op George Bernard Shaws toneelstuk Caesar and Cleopatra. Ze kreeg haar eigen televisieshow, The Leslie Uggams Show, in 1969. Ondertussen bleef ze platen uitbrengen, zoals de single "A House Built on Sand", op Atlantic Records, die begin 1968 in de Easy listening-hitlijst van Billboard Magazine stond.
In 1977 speelde ze de rol van Kizzy in de miniserie Roots. Ze werd hiervoor genomineerd voor een Emmy Award. Ze was ook te gast in andere shows als The Muppet Show, Hollywood Squares en Magnum, P.I..
Ze speelde ook in films als Skyjacked (1972), Black Girl (1972) en Sugar Hill (1994). Sedert de jaren 1980 is ze vooral in Broadwayproducties te zien, naast haar bijrol als Blind Al in de superheldenfilms Deadpool (2016), Deadpool 2 (2018) en Deadpool & Wolverine (2024).
- Bibsys: 6002822
- Biblioteca Nacional de España: XX1560907
- Bibliothèque nationale de France: cb14234830s (data)
- Gemeinsame Normdatei: 134771885
- International Standard Name Identifier: 0000 0000 6687 7818
- Library of Congress Control Number: n88672909
- MusicBrainz: 0cc74454-f49b-4ce6-bf66-206259f6273f
- Nationale bibliotheek van Australië: 35560395
- Nationale Bibliotheek van Israël: 987007439054005171
- Nederlandse Thesaurus van Auteursnamen: 314270884
- SNAC: w6qn6w9z
- Trove: 996102
- Virtual International Authority File: 50810806
- WorldCat: E39PBJjxvy9D4Vj7hwfH7rvCQq